# Ballynahinch Castle
Ballynahinch Castle er et tidligere irsk country house og landejendom, der ligger i Connemara-området i County Galway, Irland. Det blev bygget som en borg, men som i dag er et luksushotel og ligger ud til Ballynahinch Lake og Ballynahinch River, med udsigt til bjerget Benlettery (557 moh.), der er ne af de bjergkæden Twelve Bens.
Det blev opført i 1754, og bygningen er siden blev ombygget flere gange, men har fortsat samme overordnede arkitektoniske udtryk. Én af de tidligere ejere er Richard Martin (1754–1834), grundlagde Society for the Prevention of Cruelty to Animals og parlamentsmedlem for County Galway. En anden ejer var Maharaja Jam Sahib over Nawanager ('Ranji'). Ranji beskrev købet af huset, ejendommen samt laks- og havørred-fiskerierne fra Berridge-familien i 1924.